# Анісімов В'ячеслав Олександрович
В'ячеслав Олександрович Анісімов (*4 березня 1955)  — український політик.

## З життєпису
Анісімов Вячеслав Олександрович, чл. КПУ.
Н. 04.03.1955 (м. Дніпродзержинськ, Дніпроп. обл.).
Осв.: Дніпродзержинський індустр. ін-т (1984), інженер-металург.
03.2006 канд. в нар. деп. України від КПУ, N 70 в списку. На час виборів: нар. деп. України, чл. КПУ.
Народний депутат України 4 склик. 04.2002-04.06, виб. окр. N 30, Дніпроп. обл., висун. КПУ. За 23.55 %, 15 суперн. На час виборів: кореспондент газети «Знамя Дзержинки» (Дніпродзержинськ), член КПУ. Чл. фракції комуністів (з 05.2002), чл. Комітету з питань свободи слова та інформації (з 06.2002).
1970-74 — учень, Дніпродзержинський металургійний тех-м. 1973-75 — слюсар з ремонту металургійного обладнання, черговий слюсар мартенівського цеху N 2, Дніпровський металургійний з-д ім. Ф. Е. Дзержинського, м. Дніпродзержинськ. 1975-77 — служба в армії. 1978-80 — підручний сталевара мартенівського цеху N 2, Дніпровський металургійний з-д ім. Ф. Е. Дзержинського. 1980-85 — слюсар-монтажник, гол. механік СУ 250, трест «Дніпрометалургмонтаж», м. Дніпродзержинськ. 1985-89 — інструктор оргвідділу, Брежнєвський заводський РК КПУ м. Дніпродзержинська. 1989—2006 — формувальник, СПТУ-2 4 м. Дніпродзержинська. 1996—2002 — кореспондент, газета «Знамя Дзержинки» ВАТ «Дніпровський металургійний комбінат ім. Ф. Е. Дзержинського».
З квітня 2002 по березень 2005 — Народний депутат України 4-го скликання, обраний по виборчому округу № 30 (Дніпропетровська область. Член Комуністичної партії України.